# Viktor Claesson
Viktor Johan Anton Claesson (* 2. Januar 1992 in Värnamo) ist ein schwedischer Fußballspieler. Der Mittelfeldspieler, der 2012 den schwedischen Meistertitel gewann, debütierte im selben Jahr in der schwedischen Fußballnationalmannschaft.

## Werdegang
Claesson begann mit dem Fußballspielen bei IFK Värnamo. Dort durchlief er die einzelnen Nachwuchsmannschaften und wurde 2008 von den Verantwortlichen des Svenska Fotbollförbundet erstmals ins Nationaltrikot berufen, als er für die schwedische U-16-Auswahl auflief. Im selben Jahr debütierte er für die Wettkampfmannschaft in der drittklassigen Division 1, als er im abschließenden Ligaspiel der Drittliga-Spielzeit 2008 gegen den Göteborger Klub Västra Frölunda IF zum Einsatz kam. In den folgenden Jahren avancierte er zur Stammkraft. Mit der von Jonas Thern betreuten, mit jungen Spielern wie Simon Thern, Joseph Baffo und Lalawélé Atakora gespickten Mannschaft gewann er in der Drittliga-Spielzeit 2010 die Südstaffel und stieg in die zweitklassige Superettan auf. Mi elf Saisontoren und sechs Torvorlagen gehörte der offensive Mittelfeldspieler zu den Garanten des Erfolges.
In der zweiten Liga zählte Claesson weiterhin zu den unumstrittenen Stammspielern des Klubs. Mit 13 Saisontoren gehörte er als bester vereinsinterner Torschütze zu den zehn torerfolgreichsten Spielern der Liga, zudem hatte er acht Tore vorbereitet. Zwar beendete er mit der Mannschaft die Spielzeit auf einem Relegationsplatz, beide Barrage-Spiele gegen den Drittligisten Väsby United wurden jedoch gewonnen und somit der Klassenerhalt bewerkstelligt. Zudem hatte er sich nach seinem Debüt 2010 im Laufe des Jahres 2011 unter Auswahltrainer Håkan Ericson in der schwedischen U-21-Auswahlmannschaft etabliert und gehörte auch hier regelmäßig zum Kader, als die Mannschaft ab September 2011 in die Qualifikation zur U-21-Europameisterschaft 2013 eingriff. Mit seinen guten Leistungen im Saisonverlauf hatte er sich zudem ins Notizbuch von Nationaltrainer Erik Hamrén gespielt und im Dezember nominierte dieser ihn neben etlichen Neulingen für eine Januartour der A-Nationalmannschaft nach Katar. Beim 2:0-Erfolg gegen die Nationalmannschaft Bahrains am 18. Januar 2012 durch Tore von Tobias Hysén und den Debütanten Oscar Hiljemark kam er als Einwechselspieler für Stefan Ishizaki ab der 73. Spielminute zu seinem ersten Einsatz in der Auswahl, sein Startelfdebüt beim 5:0-Sieg gegen Katar fünf Tage später krönte er mit dem Tor zum 2:0-Zwischenstand.
Zuvor hatte Claesson bereits kurz nach Saisonende im November 2011 seinen Wechsel zu IF Elfsborg in die Allsvenskan verkündet. Beim Klub aus Borås unterschrieb er einen Vertrag mit vier Jahren Laufzeit. Anfangs noch Ersatzmann spielte er sich auch hier im Verlauf der Spielzeit 2012 in die Stammmannschaft, am Saisonende gewann er an der Seite von Stefan Ishizaki, Oscar Hiljemark, Johan Larsson und Niklas Hult den schwedischen Meistertitel. Parallel gehörte er über weite Strecken zur U-21-Auswahl, die sich für die Play-off-Spiele zur Europameisterschaft 2013 qualifizierte. Dort verpasste er mit der Mannschaft gegen die italienische Nachwuchsauswahl durch zwei Niederlagen die Endrundenteilnahme.
Im Januar 2017 wechselte er in die russische Premjer-Liga zum FK Krasnodar. Am 16. Februar kam Claesson zu seinem ersten Einsatz für den russischen Verein im Sechzehntelfinale der UEFA Europa League 2016/17 gegen Fenerbahçe Istanbul und schoss gleich sein erstes Tor für die Russen.
Mit der schwedischen Auswahl erreichte er bei der Europameisterschaft 2021 das Achtelfinale, wo Schweden gegen die Ukraine ausschied. Claesson wurde in den vier Spielen jeweils eingewechselt und erzielte im letzten Gruppenspiel gegen Polen in der vierten Minute der Nachspielzeit den 3:2-Siegtreffer für die Schweden, wodurch sie Gruppensieger wurden.
Infolge des Russischen Überfalles auf die Ukraine 2022 verließ Claesson Russland; dafür wurde er von Krasnodar freigestellt.
Am 31. März 2022 wurde sein Wechsel zum dänischen Topklub FC Kopenhagen offiziell.

## Erfolge
IF Elfsborg
- Schwedischer Meister: 2012
- Schwedischer Pokalsieger: 2014

FC Kopenhagen
- Dänischer Meister: 2022, 2023
- Dänischer Fußballpokal: 2022/23